# König Wilhelm (Schiff, 1869)
| Panzerfregatte SMS König Wilhelm                   | | |
| Baudaten                                           | | |
| Schiffstyp:                                        | bis 1897: Panzerfregatte ab 1897: Großer Kreuzer                                                                           | bis 1897: Panzerfregatte ab 1897: Großer Kreuzer                                                                           |
| Schiffsklasse:                                     | König-Wilhelm-Klasse | König-Wilhelm-Klasse |
| Baubezeichnung:                                    | Als türkische Fatikh begonnen; 1867 Ankauf als Wilhelm I.                                                                  | Als türkische Fatikh begonnen; 1867 Ankauf als Wilhelm I.                                                                  |
| Bauwerft:                                          | Thames Ironworks in Blackwall, England                                                                                     | Thames Ironworks in Blackwall, England                                                                                     |
| Kiellegung:                                        | 1865 | 1865 |
| Stapellauf:                                        | 25. April 1868 | 25. April 1868 |
| Fertigstellung:                                    | 20. Februar 1869 | 20. Februar 1869 |
| Verbleib:                                          | 1921 in Rönnebeck abgewrackt                                                                                               | 1921 in Rönnebeck abgewrackt                                                                                               |
| Bauart:                                            | Quer- und Längsspant-Eisenbau                                                                                              | Quer- und Längsspant-Eisenbau                                                                                              |
| Schwesterschiffe                                   | | |
| Einzelschiff                                       | | |
| Schiffsmaße                                        | | |
| Vermessung:                                        | 5.085 BRT 2.822 NRT | 5.085 BRT 2.822 NRT |
| Wasserverdrängung:                                 | Konstruktion: 9.757 t nach Umbau: 9.574 t Maximal: 10.761 t                                                                | Konstruktion: 9.757 t nach Umbau: 9.574 t Maximal: 10.761 t                                                                |
| Länge der Wasserlinie: Länge über alles:           | LKWL: 108,6 m Lü.a.: 112,2 m                                                                                               | LKWL: 108,6 m Lü.a.: 112,2 m                                                                                               |
| Breite:                                            | 18,3 m | 18,3 m |
| Tiefgang:                                          | 8,12 – 8,56 m | 8,12 – 8,56 m |
| Seitenhöhe:                                        | 12,94 m | 12,94 m |
| Technische Daten                                   | | |
| Takelung:                                          | Vollschiff | Vollschiff |
| Segelfläche:                                       | bis 1878: 2.600 m² 1878–1895: 1.100 m²                                                                                     | bis 1878: 2.600 m² 1878–1895: 1.100 m²                                                                                     |
| Kesselanlage:                                      | 8 Kofferkessel von J. Penn & Sons nach Umbau: 8 querstehende Kofferkessel von Kaiserl. Werft                               | 8 Kofferkessel von J. Penn & Sons nach Umbau: 8 querstehende Kofferkessel von Kaiserl. Werft                               |
| Maschinenanlage:                                   | 1 liegende 2-Zylinder- Einfachexpansionsmaschine                                                                           | 1 liegende 2-Zylinder- Einfachexpansionsmaschine                                                                           |
| Anzahl der Propeller:                              | 1 vierflügelig {\displaystyle \varnothing } 7 m                                                                            | 1 vierflügelig {\displaystyle \varnothing } 7 m                                                                            |
| Wellendrehzahl:                                    | 65,3/min | 65,3/min |
| Antriebsleistung:                                  | 8.000 PSi | 8.000 PSi |
| Geschwindigkeit:                                   | 14 kn | 14 kn |
| Fahrbereich:                                       | vor Umbau: 1.300 sm bei 10 kn nach Umbau: 2.240 sm bei 10 kn                                                               | vor Umbau: 1.300 sm bei 10 kn nach Umbau: 2.240 sm bei 10 kn                                                               |
| Treibstoffvorrat:                                  | 750 (nach Umbau: 1.030) t Kohle                                                                                            | 750 (nach Umbau: 1.030) t Kohle                                                                                            |
| Besatzung:                                         | 36 Offiziere und 694 (nach Umbau: 712) Mann                                                                                | 36 Offiziere und 694 (nach Umbau: 712) Mann                                                                                |
| Panzerung                                          | | |
| Material:                                          | Schmiedeeisen | Schmiedeeisen |
| Gürtelpanzer:                                      | obere Lage: 152 – 305 mm untere Lage: 127 – 178 mm                                                                         | obere Lage: 152 – 305 mm untere Lage: 127 – 178 mm                                                                         |
| Batteriedeck:                                      | Seiten: 203 mm Querschotten: 152 mm                                                                                        | Seiten: 203 mm Querschotten: 152 mm                                                                                        |
| Leitstand:                                         | horizontal: 30 mm vertikal: 50 – 100 mm                                                                                    | horizontal: 30 mm vertikal: 50 – 100 mm                                                                                    |
| Bewaffnung                                         | | |
| Anordnung:                                         | Batterieschiff | Batterieschiff |
| Seezielgeschütze: vor Umbau                        | 18 Rk – 24 cm L/20 1.440 Schuss, 45 hm 5 Rk – 21 cm L/22 59 hm                                                             | 18 Rk – 24 cm L/20 1.440 Schuss, 45 hm 5 Rk – 21 cm L/22 59 hm                                                             |
| Seezielgeschütze: nach Umbau                       | 18 + 4 Rk – 24 cm L/20 1.426 Schuss, 91 hm bzw. 54 hm 1 Rk – 15 cm L/30 109 Schuss, 89 hm 18 Sk – 8,8 cm L/30 4.500 Schuss | 18 + 4 Rk – 24 cm L/20 1.426 Schuss, 91 hm bzw. 54 hm 1 Rk – 15 cm L/30 109 Schuss, 89 hm 18 Sk – 8,8 cm L/30 4.500 Schuss |
| Torpedorohre {\displaystyle \varnothing } 35 cm:   | 5 (1 Heck, 2 Seiten, 2 Bug) alle über Wasser                                                                               | 5 (1 Heck, 2 Seiten, 2 Bug) alle über Wasser                                                                               |
| Kommandanten                                       | | |
| Kapitän zur See                                    | Heinrich Kühne (1878) | Heinrich Kühne (1878) |
| Kapitän zur See                                    | Hans Koester (1887) | Hans Koester (1887) |
| Kapitän zur See                                    | Curt von Prittwitz und Gaffron (Oktober 1892–1894)                                                                         | Curt von Prittwitz und Gaffron (Oktober 1892–1894)                                                                         |
| Verbleib                                           | | |
| 4. Januar 1921 verkauft Verschrottung in Rönnebeck | | |

SMS König Wilhelm war eine Panzerfregatte der preußischen Marine, der Marine des Norddeutschen Bundes und der Kaiserlichen Marine.

## Panzerfregatte
Das Schiff wurde 1865 bei den Thames Ironworks in Blackwall/London (England) für die Osmanische Marine auf Kiel gelegt, wurde aber schon während der Bauarbeiten 1867 von Preußen gekauft, nach dem preußischen König Wilhelm benannt und am 25. April 1868 vom Stapel gelassen. Sie war ein Drei-Master mit 2600 Quadratmetern Segelfläche, und ihre Dampfmaschine verlieh ihr eine Höchstgeschwindigkeit von 15 Knoten. Als Bewaffnung waren 33 Stück 72-Pfünder vorgesehen. Bei Kauf des unfertigen Schiffes entschied man, es mit achtzehn 24-cm-Ringkanonen und fünf 21-cm-Ringkanonen zu bestücken. Das Schiff war über alles 112 Meter lang und verdrängte 9.750 Tonnen.
Am 31. Mai 1878 kollidierte die König Wilhelm bei Verbandsübungen vor Folkestone im Ärmelkanal mit der Großer Kurfürst, wobei letztere mit 284 Mann ihrer Besatzung sank. Das Flaggschiff König Wilhelm sowie die Preußen und die Großer Kurfürst segelten in zwei Parallellinien vor Folkestone in Richtung Plymouth, mit der Großer Kurfürst allein in der Backbordlinie. Als plötzlich zwei kleine Boote vor ihnen auftauchten, waren die König Wilhelm und die Großer Kurfürst gezwungen auszuweichen. Die König Wilhelm drehte nach Backbord, aber die Großer Kurfürst nach Steuerbord; der Wachoffizier auf der König Wilhelm hatte den Befehl missverstanden. Die größere König Wilhelm rammte die Großer Kurfürst und riss deren Seite auf. Da die Schotten und die Stückpforten nicht geschlossen waren, sank das Schiff innerhalb kürzester Zeit.
An Bord der König Wilhelm erlebte damals der ebenfalls als Wachoffizier eingesetzte Kapitänleutnant Curt von Prittwitz dieses schwere Schiffsunglück. 14 Jahre später, am 1. Oktober 1892, übernahm er im Rang eines Kapitän zur See für zwei Jahre das Kommando über dieses Flaggschiff der deutschen Marine und fuhr nicht nur in deutschen Gewässern, sondern auch nach Norwegen, Schottland und zu den Orkneys.

## Großer Kreuzer

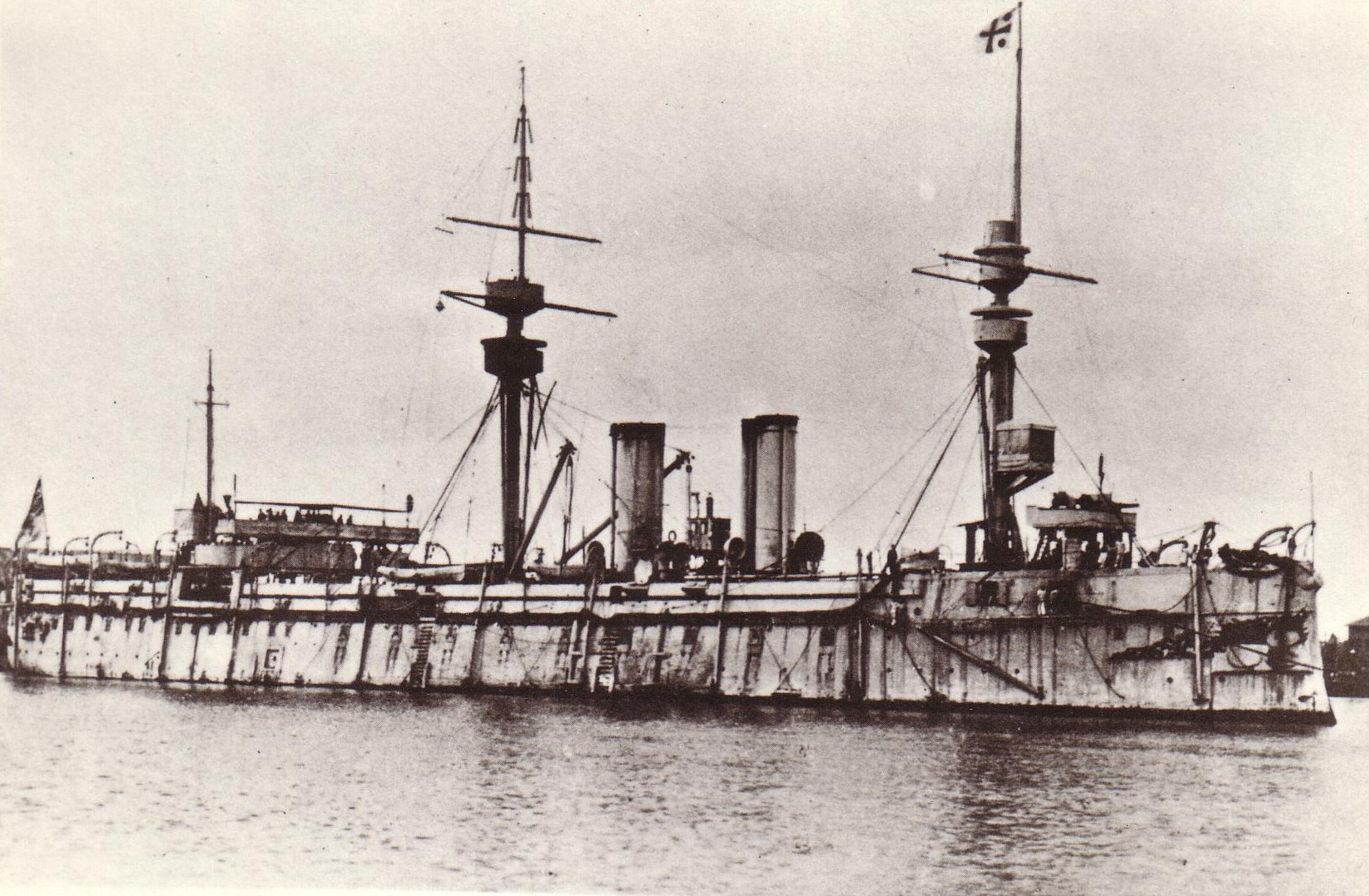
SMS König Wilhelm als Großer Kreuzer

1895 wurde die König Wilhelm auf dem Trockendock bei Blohm & Voss in Hamburg unter Entfernung der gesamten Takelage umgebaut und zum Großen Kreuzer 1. Klasse umklassifiziert. Die Bewaffnung bestand nunmehr aus 22 24-cm-Ringkanonen, einer 15-cm-Kanone und 18 8,8-cm-Schnellladegeschützen. Das Schiff war in der Wasserlinie 108 Meter lang und hatte 18 Meter Breite und 8,54 Meter Tiefgang. Die Schiffsbesatzung wurde drastisch auf 38 Offiziere und 1.120 Mannschaften aufgestockt.
Die Arbeiten dauerten bis 1896, und am 25. Januar 1897 wurde das Schiff in seinem neuen Gewand der Flotte zurückgegeben. Am 26. Juni 1897 vertrat der Kreuzer unter Kapitän zur See Gustav Schmidt das Deutsche Reich bei der Flottenschau zum Diamantenen Thronjubiläum von Königin Victoria.
Das Schiff wurde 1904 außer Dienst gestellt, diente danach erst in Kiel und dann bei der Torpedostation in Flensburg-Mürwik als Wohnhulk sowie als Wohn- und Schulschiff der Schiffsjungen-Division. In dieser Funktion war es 1917 Drehort des Dokumentarfilms Hein Petersen, vom Schiffsjungen zum Matrosen. Das Schiff wurde 1921 in Rönnebeck abgewrackt.

## Bildergalerie

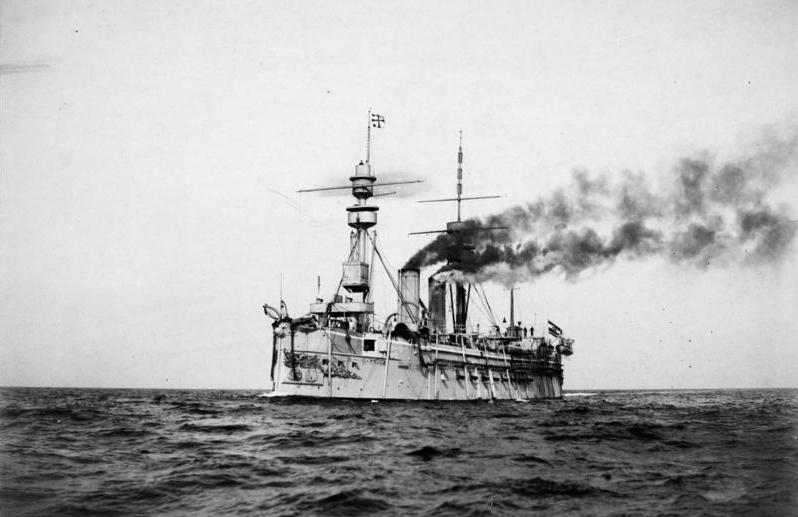
Der Große Kreuzer König Wilhelm, 1890
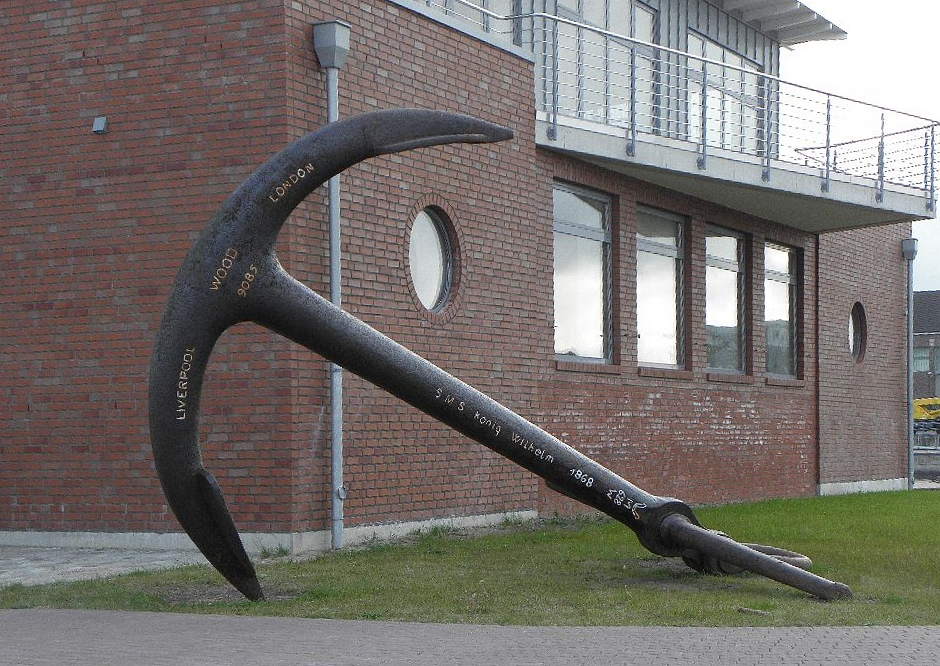
Der Anker ist in Cuxhaven an der „Alten Liebe“ ausgestellt